# Bonchester cheese
Il Bonchester cheese è un formaggio grasso a pasta molle scozzese prodotto nel cuore delle colline Cheviot situate nelle zone di confine con l'Inghilterra.
Dal giugno 1996, a livello europeo, la denominazione  Bonchester cheese è stata riconosciuta denominazione di origine protetta (DOP).

## Storia
La fabbricazione del Bonchester cheese è stata avviata nell'azienda agricola
Easter Weens Farm nel 1980, usando esclusivamente il latte crudo delle mucche di razza Jersey.